# Dario Bijelić
Dario Bijelić (Croacia, 18 de mayo de 2004) es un futbolista croata que juega de defensa en el F. C. Liefering de la 2. Liga.

## Selección nacional
Ha representado a Croacia en el ámbito internacional juvenil.

## Estadísticas

### Clubes
Actualizado al último partido disputado el 10 de marzo de 2023.
| Club                      | Div.          | Temporada     | Liga  | Liga  | Copas nacionales | Copas nacionales | Copas internacionales | Copas internacionales | Total | Total |   |
| Club                      | Div.          | Temporada     | Part. | Goles | Part.            | Goles            | Part.                 | Goles                 | Part. | Goles |   |
| ------------------------- | ------------- | ------------- | ----- | ----- | ---------------- | ---------------- | --------------------- | --------------------- | ----- | ----- | - |
| F. C. Liefering · Austria | 2.ª           | 2021-22       | 6     | 0     | —                | —                | —                     | —                     | 6     | 0     |   |
| F. C. Liefering · Austria | 2.ª           | 2022-23       | 6     | 0     | —                | —                | —                     | —                     | —     | 6     | 0 |
| F. C. Liefering · Austria | Total club    | Total club    | 12    | 0     | 0                | 0                | 0                     | 0                     | 12    | 0     |   |
| Total carrera             | Total carrera | Total carrera | 12    | 0     | 0                | 0                | 0                     | 0                     | 12    | 0     |   |